# طماشة (مسلسل)
طماشة هو مسلسل تلفزيوني رمضاني كوميدي إماراتي. بدأ عرضه عام 2009، شارك فيه العديد من الممثلين الإماراتيين والعرب.

## الممثلون
من  الإمارات العربية المتحدة
- جابر نغموش

- سلطان النيادي

- حبيب غلوم

- أحمد الانصاري

- أحمد الجسمي

- رزيقة الطارش

- مريم سلطان

- عبد الله صالح

- خالد البناي

- بلال عبد الله

- عبد الله زيد

- عبد الرحمن الزرعوني

- علاء النعيمي

- هند محمد النقبي

- إبراهيم سالم

- فاطمة الحوسني

- محمد العامري

- بدرية أحمد

- إيمان حسين

- أشجان

- محمد سعيد

- سيف الغانم

- هدى الغانم

- عبد الحميد البلوشي

- عبدالله الجنيبي

- فاطمة جاسم

- أمل محمد

- عائشة عبد الرحمن

- صوغة

- ريم حمدان

- رانيا العلي

- عليا المناعي

- مروة راتب

- نيفين ماضي

- شوق الفهد

- غزلان الإماراتية

- منى الفالح

- شادية

- فاطمة البنداري

- أحمد عبد الرزاق

- جمعة علي

- جاسم الخراز

- سالم العيان

- سعيد السعدي

- مروان عبد الله

- عبد الله الحريبي

- ياسر النيادي

- عادل عبده

- موسى البقيشي

- عبدالله الجفالي

- علي الشحي

- سالم العيان

- محمد جمال

- ناجي خميس

- ساعد الجنيبي

- سعيد الشرياني

- عبد الله بن حيدر

- خالد النعيمي

- ماجد الجسمي

- إبراهيم القحومي

- عبدالله بو هاجوس

- غانم ناصر

- أيمن الخديم

- سيف البلوشي

- سعيد الهرش

- نسمة مصطفى

- الريم

من  السعودية
- سعد المدهش

- محسن الشمري

- ريماس منصور

من  البحرين
- سعاد علي

- علي الغرير

- مصطفى رشيد

- هيفاء حسين

- سلوى الجراش

- شيماء سبت

- في الشرقاوي

- شيخة البدر

من  عُمان
- سعود الدرمكي

- غادة الزدجالي

- نورة البادي

من  مصر
- نصر حماد

- محمد غباشي

- نشوى مصطفى

- هويدا الحسن

من  الأردن
- زهير النوباني

من  سوريا
- مازن الناطور

- غصون الطحان

من  فلسطين
- ليان بزلميط

من  لبنان
- هند باز
- طوني عيسى